# Friedhof Sudwalde

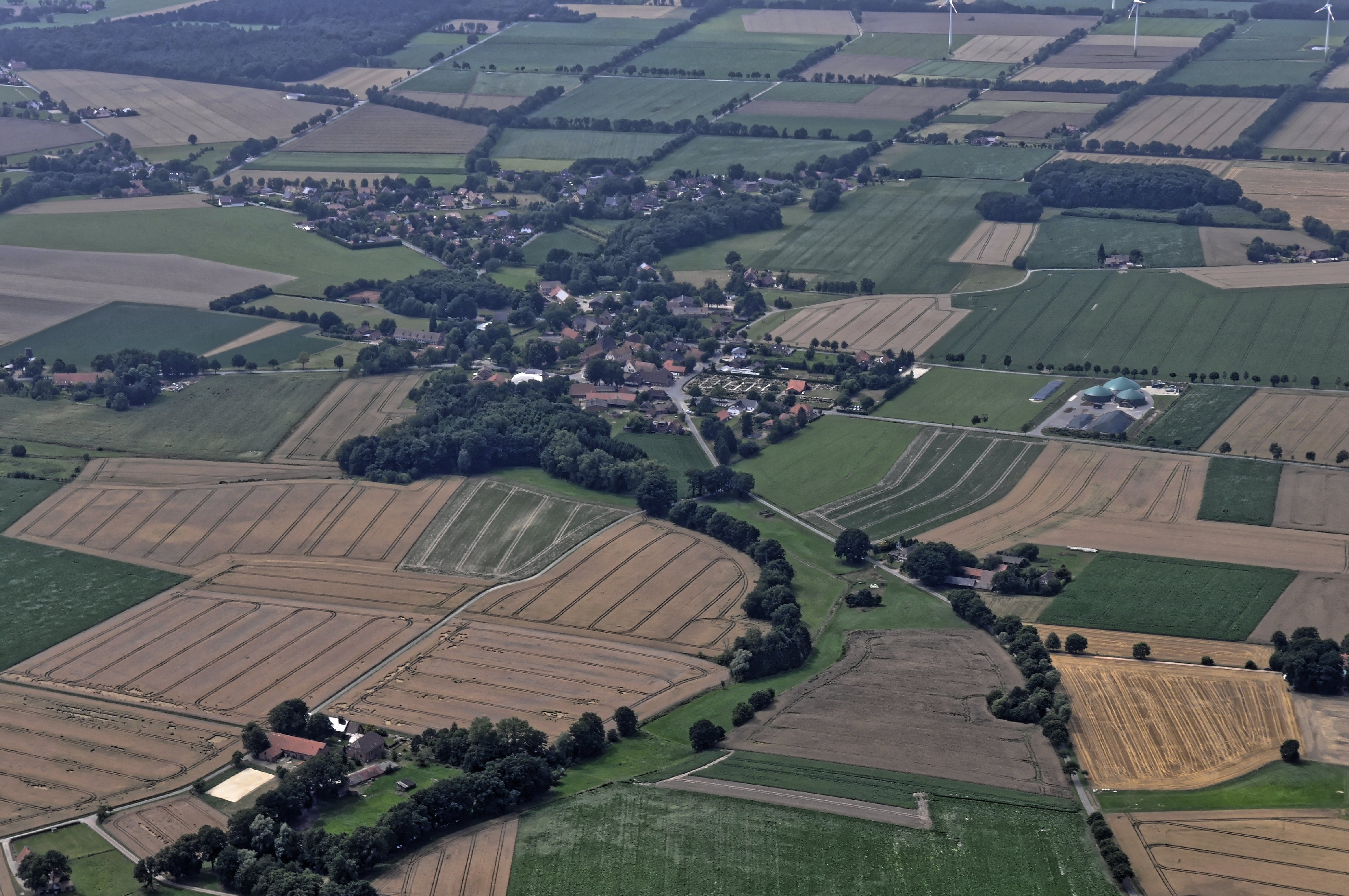
In der Bildmitte: der Friedhof Sudwalde (2015)

Der Friedhof Sudwalde liegt in Sudwalde, einer Gemeinde im niedersächsischen Landkreis Diepholz. Es ist der Begräbnisplatz für die Verstorbenen aus Sudwalde und Umgebung.

## Beschreibung
Der etwa 150 Meter lange und maximal etwa 85 Meter breite Friedhof liegt am nördlichen Ortsrand von Sudwalde an der Mallinghäuser Straße/Neubruchhauser Straße (= Landesstraße L 356), nördlich der evangelischen Kirche.

## Geschichte
Der alte kirchliche Friedhof rund um die Kirche wurde bis zum Jahr 1844 genutzt. Die Friedhofskapelle auf dem neuen Friedhof wurde 1987 umgebaut und erweitert.